# Nguyễn Cơ Thạch
Nguyễn Cơ Thạch (tên khai sinh là Phạm Văn Cương, 15 tháng 5 năm 1921 – 10 tháng 4 năm 1998) là một chính trị gia, nhà ngoại giao Việt Nam. Ông nguyên là Ủy viên Bộ Chính trị, nguyên Phó Chủ tịch Hội đồng Bộ trưởng, nguyên Bộ trưởng Bộ Ngoại giao. Do quan điểm và tư tưởng ngoại giao cứng rắn và khôn ngoan trong vấn đề Campuchia, ông Thạch được nhiều người xem là nhân vật đáng gờm trong ngành ngoại giao khiến chính quyền Trung Quốc phải lo sợ và được các nhà báo phương Tây gọi với biệt danh Con cáo bạc hay Con cáo hai đầu. Ông Thạch giữ chức vụ Bộ trưởng Bộ Ngoại giao trong suốt cuộc chiến tranh biên giới Tây Nam chống lại Khmer Đỏ và Trung Quốc.
Nguyễn Cơ Thạch đã có những đóng góp quan trọng vào việc ký kết và thực hiện Hiệp định Paris về chấm dứt chiến tranh, lập lại hòa bình ở Việt Nam. Ông được ca ngợi khi vận dụng sáng tạo đường lối đối ngoại theo phương châm đa dạng hóa, đa phương hóa quan hệ đối ngoại, phù hợp với yêu cầu phát triển đất nước và xu thế của thời đại. Con trai ông là Phạm Bình Minh (sinh 1959), nguyên Ủy viên Bộ Chính trị, Bộ trưởng Bộ Ngoại giao (2011–2021), Phó Thủ tướng Thường trực Chính phủ.

## Tiểu sử
Nguyễn Cơ Thạch tên khai sinh là Phạm Văn Cương, sinh ngày 15 tháng 5 năm 1921 tại xã Liên Minh, huyện Vụ Bản, tỉnh Nam Định. Năm 1937 khi mới 16 tuổi, ông đã tham gia các hoạt động hướng đạo sinh, tiếp cận nhiều sách báo của tổ chức cộng sản ở trong và ngoài nước. Ông tham gia Tổ chức Thanh niên Dân chủ rồi Thanh niên Phản đế tại Nam Định (1937–1939), bị thực dân Pháp bỏ tù tại Nam Định, Hòa Bình, Sơn La (1940–1945).
Năm 1943, trong nhà tù Sơn La, ông được kết nạp vào Đảng Cộng sản Đông Dương.
Ông lãnh đạo cướp chính quyền tại Nam Định (tháng 8 năm 1945).
Tháng 9 năm 1945 về công tác tại Bộ Quốc phòng, làm Bí thư cho Đại tướng Võ Nguyên Giáp; sau đó giữ chức vụ Chánh Văn phòng Quân uỷ Trung ương, Bí thư đảng uỷ các cơ quan Bộ Quốc phòng và Tổng tư lệnh (1947–1949).
Sau đó ông chuyển sang công tác chính quyền và Đảng vụ, làm Phó Bí thư rồi Quyền Bí thư tỉnh uỷ kiêm Chủ tịch Ủy ban Kháng chiến Hành chính tỉnh Hà Đông (tháng 5 năm 1949 – tháng 5 năm 1951); Ủy viên Đảng Đoàn và Ủy viên Ủy ban Kháng chiến hành chính Liên khu 3, Bí thư Đảng ủy các cơ quan của Liên khu (1949–1954).

## Hoạt động trong ngành Ngoại giao
Từ năm 1954, ông chuyển sang công tác trong ngành ngoại giao và lần lượt đảm nhiệm các chức vụ Chánh văn phòng Bộ Ngoại giao (1954–1956), Tổng lãnh sự nước Việt Nam Dân chủ Cộng hòa tại Cộng hòa Ấn Độ (1956–1960); Thứ trưởng Bộ Ngoại giao và Ủy viên Đảng đoàn Bộ Ngoại giao (tháng 8 năm 1960 – tháng 5 năm 1979); Quyền Trưởng đoàn Đoàn đại biểu Chính phủ Việt Nam Dân chủ Cộng hòa tại Hội nghị Genève về Lào (1961–1962); Thứ trưởng Bộ Ngoại giao phụ trách công tác đấu tranh chống Mỹ (từ 1964).
Ông Nguyễn Cơ Thạch vốn không được đào tạo để trở thành nhà ngoại giao và được coi là “kẻ ngoại đạo” trong ngành ngoại giao thời kì đầu. Năm 1956, lần được cử đi làm Tổng lãnh sự ở Ấn Độ là chuyến đi đầu tiên ông buộc phải trở thành một nhà ngoại giao thực sự.
Trước chuyến đi sứ đến Ấn Độ, ông đã đến tìm gặp Hồ Chí Minh để xin lời khuyên:
"Thưa Bác, tôi không có kiến thức gì về ngoại giao. Đến cách dùng dao, dĩa để ăn đồ Tây tôi cũng chưa hiểu. Bác đã từng đi nhiều nơi, bôn ba nhiều nước, Bác hãy chỉ giúp tôi xem tôi phải làm gì?".
Hồ Chí Minh chỉ trả cho ông Thạch bằng một câu đơn giản:
"Chú thấy người ta làm gì thì mình học theo".
Ông là trợ lý cho Cố vấn Lê Đức Thọ trong đàm phán với Mỹ (1972–1973) đưa đến việc ký kết Hiệp định Paris về Việt Nam; Trưởng đoàn đại biểu Việt Nam Dân chủ Cộng hòa tại Hội nghị Bộ trưởng Bộ Ngoại giao các nước không liên kết tại Peru (1975); Đặc phái viên của Chính phủ thăm các nước Ả Rập, Tây Âu, Bắc Âu và ASEAN (1976–1980); Trưởng đoàn đại biểu Việt Nam tại Hội nghị Bộ trưởng Bộ Ngoại giao các nước không liên kết tại Colombo (Sri Lanka), New Delhi (Ấn Độ), Luanda (Angola) (1979–1986); Trưởng đoàn đại biểu Việt Nam dự Đại hội đồng Liên Hợp Quốc tại New York (1979–1991).
Tháng 5 năm 1979, ông làm Quốc vụ khanh Bộ Ngoại giao (hàm Bộ trưởng), rồi Bộ trưởng Bộ Ngoại giao từ tháng 1 năm 1980; Phó Chủ tịch Hội đồng Bộ trưởng kiêm Bộ trưởng Bộ Ngoại giao (tháng 2 năm 1987 – 1991).
Ông là Ủy viên Ban chấp hành Trung ương Đảng từ tháng 12 năm 1976 đến 1991, Ủy viên dự khuyết Bộ Chính trị từ năm 1982, Ủy viên chính thức Bộ Chính trị khoá VI (1986–1991), phụ trách Ban Đối ngoại Trung ương Đảng.
Ngày 29/9/1990, Bộ trưởng Ngoại giao Nguyễn Cơ Thạch đã được cử đi thực hiện nhiệm vụ quan trọng là gặp gỡ Bộ trưởng Ngoại giao Hoa Kỳ James Baker tại New York, bắt đầu việc đàm phán bình thường hóa quan hệ với Hoa Kỳ.
Sau khi thôi chức Bộ trưởng Bộ Ngoại giao, ông tham gia nghiên cứu Tổng kết công tác ngoại giao, nghiên cứu kinh tế thế giới và chiến lược đối ngoại (tháng 10 năm 1991 – 1998).
Ông còn là đại biểu Quốc hội khoá VII (1981–1987) và khoá VIII (1987–1992).
Ông đã được tặng thưởng Huân chương Hồ Chí Minh.
Ông mất ngày 10 tháng 4 năm 1998 tại Hà Nội, hưởng thọ 77 tuổi.
Ngày 15 tháng 1 năm 2007, ông được Chủ tịch nước truy tặng Huân chương Sao Vàng.

## Gia đình
Vợ ông Phan Thị Phúc, tốt nghiệp Đại học Dược khoa (nay là Đại học Dược Hà Nội) bà từng làm trưởng khoa dược Bệnh viện hữu nghị Việt Đức sau đó chuyển sang công tác ở Bộ Ngoại giao. Bà là cháu gái ông Phan Tư Nghĩa, Tổng thư ký Đảng Xã hội Việt Nam. Ông bà kết hôn năm 1947. Trong các con của ông bà có con trai Phạm Bình Minh, nguyên Ủy viên Bộ Chính trị, Bộ trưởng Bộ Ngoại giao (2011–2021), Phó Thủ tướng Thường trực Chính phủ.

## Nhận xét
| “                                                                                 | Đối với tôi Ngoại trưởng Nguyễn Cơ Thạch là một trong ba vị lãnh đạo để lại ấn tượng mạnh nhất. Ảnh hưởng của ông Thạch với tôi là bản lĩnh khi đương đầu với các vấn đề quốc tế, luôn tự tin, lạc quan, và luôn tìm mọi khe hở dù nhỏ nhất để tìm ra lối đi...Tư tưởng của ông Thạch đi trước thời đại, nên thiệt cho ông. Bởi khi vấn đề đặt ra chưa được chấp nhận, thì người đặt vấn đề lại bị nhìn nhận khác đi. Bài học lịch sử không bao giờ cũ là cái gì vượt trước đều khó chấp nhận ở Việt Nam. Nhưng, dù sao, ông vẫn còn may hơn những người khác. Ông Kim Ngọc là một ví dụ. | ” |
| — Cựu phóng viên VTV và Reuters Nguyễn Văn Vinh (trả lời báo Vietnamnet năm 2011) | |   |

## Vinh danh
Từ tháng 8 năm 2008, tên của Nguyễn Cơ Thạch được đặt cho một con đường ở Hà Nội (lúc đó huyện Từ Liêm chưa tách thành 2 quận). Đường cắt ngang với đường Hồ Tùng Mậu, dẫn ra khu đô thị Mỹ Đình 2, quận Nam Từ Liêm. Đường Nguyễn Cơ Thạch nằm song song với đường Lê Đức Thọ.
Từ tháng 10 năm 2016, tên của Nguyễn Cơ Thạch được đặt cho một con đường ở Thành phố Hồ Chí Minh. Đường trục Bắc Nam (R14), đoạn từ cầu Thủ Thiêm 1 đến cầu Thủ Thiêm 4, khu Đô thị mới Thủ Thiêm, thành phố Thủ Đức (Quận 2 cũ).